# Eudorylas fustis
Eudorylas fustis är en tvåvingeart som beskrevs av Morakote och Kôji Yano 1990. Eudorylas fustis ingår i släktet Eudorylas och familjen ögonflugor. Inga underarter finns listade i Catalogue of Life.